# Tối cao Pháp viện Việt Nam Cộng hòa

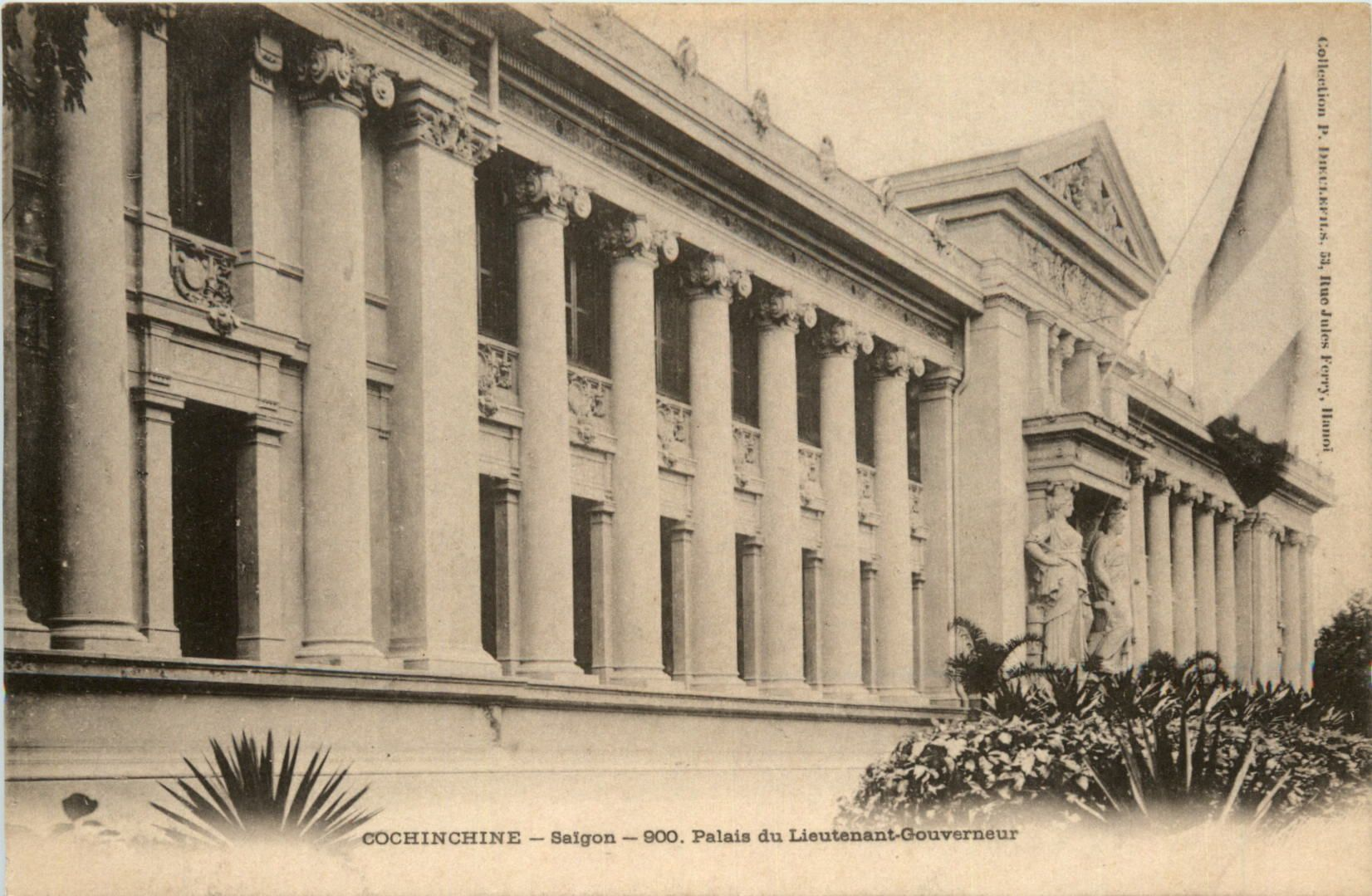
Dinh Gia Long thời Pháp thuộc, sau được dùng làm trụ sở của Tối cao Pháp viện

Tối cao Pháp viện Việt Nam Cộng hòa là cơ quan tư pháp đứng đầu ngành tư pháp của chính phủ Việt Nam Cộng hòa. Chiếu theo bản Hiến pháp năm 1967 thì Tối cao Pháp viện có quyền phân tích và dẫn giải những luật pháp do Quốc hội Việt Nam Cộng hòa (ngành lập pháp) thông qua và Phủ Tổng thống (ngành hành pháp) thi hành xem có hợp hiến hay không. Cơ quan này được nhóm họp lần đầu ngày 22 tháng 10 năm 1968. Hiến pháp quy định có 9 đến 15 thẩm phán cho Tối cao Pháp viện với nhiệm kỳ sáu năm, luân phiên mỗi ba năm thì bầu lấy sáu ghế. Trụ sở của Tối cao Pháp viện là Dinh Gia Long.

## Quy chế chọn thẩm phán
Ủy hội tuyển cử Tối cao Pháp viện là cơ quan đứng ra nhận đơn của ứng cử viên. Bảy thành viên của Ủy hội gồm có Chủ tịch Thượng viện Quốc hội Việt Nam Cộng hòa, một thượng nghị sĩ, Chủ tịch Hạ viện Quốc hội Việt Nam Cộng hòa, một dân biểu, một vị chánh án, một biện lý, và một luật sư.
Điều kiện cho ứng cử viên làm thẩm phán Tối cao Pháp viện là:
1. Công dân Việt Nam
2. 10 năm thâm niên làm chánh án, biện lý, hoặc luật sư
3. Lý lịch sạch, không có quá khứ chống chính phủ hoặc hoạt động thân cộng sản
4. Nếu là phái nam thì phải hợp lệ với luật quân dịch

Danh sách ứng cử viên sau đó sẽ được ba hiệp hội chuyên nghiệp luật khoa: Luật sư đoàn, Công tố đoàn, và Thẩm phán đoàn (mỗi nhóm sẽ chọn 50 hội viên, tổng cộng là 150 người) xét lại danh sách ứng cử viên, bàn thảo, thanh lọc rồi chọn lấy 30 tên. Danh sách với 30 ứng cử viên này được trình lên Quốc hội; chính Quốc hội Việt Nam Cộng hòa sẽ bỏ phiếu tuyển lấy 6 người rồi chuyển sang Phủ Tổng thống để phê chuẩn. Quy trình này lặp lại mỗi ba năm: lần đầu là năm 1968, rồi tiếp đó năm 1971 và 1974.

### Quy thức chọn Chủ tịch Tối cao Pháp viện
Các thẩm phán Tối cao Pháp viện sẽ tự chọn trong các thành viên một người làm Chủ tịch. Vị chủ tịch đầu tiên là thẩm phán Trần Văn Linh. Sau đó Trần Minh Tiết kế nhiệm.
Quy chế chọn các thẩm phán Tối cao Pháp viện có phần phức tạp chính là bài học rút từ thời Đệ Nhất Cộng hoà Việt Nam khi các thẩm phán đều do Tổng thống Ngô Đình Diệm bổ nhiệm nên không thể hoạt động độc lập được.

## Nhiệm vụ
Chiếu theo Điều 81-83 của Hiến pháp năm 1967 thì 
| “ | Tối cao Pháp Viện có thẩm quyền giải thích Hiến pháp, phán quyết về tánh cách hợp hiến hay bất hợp hiến của các đạo luật, sắc luật; tánh cách hợp hiến và hợp pháp của các sắc lệnh, nghị định và quyết định hành chánh. Tối cao Pháp Viện có thẩm quyền phán quyết về việc giải tán một chánh đảng có chủ trương và hành động chống lại chánh thể Cộng Hòa. Trong trường hợp này, Tối cao Pháp Viện sẽ họp khoáng đại toàn viện, các đại diện Lập Pháp hoặc Hành Pháp có thể tham dự để trình bày quan điểm. Những quyết định của Tối cao Pháp Viện tuyên bố một đạo luật bất hợp hiến hoặc giải tán một chánh đảng phải hội đủ đa số ba phần tư (3/4) tổng số Thẩm phán Tối cao Pháp Viện. Tối cao Pháp Viện có thẩm quyền phán quyết về các vụ thượng tố các bản án chung thẩm. Tối cao Pháp Viện có ngân sách tự trị và có quyền lập qui để quản trị ngành Tư Pháp. | ” |

Ngoài ra Tối cao Pháp viện còn có quyền xét diện hợp pháp của ứng cử viên Tổng thống và Phó Tổng thống, tuyên bố kết quả bầu cử tổng thống và chứng kiến lễ tuyên thệ của tân tổng thống.

## Hoạt động
Tối cao Pháp viện đã can thiệp để minh định chức vụ trong chính phủ giữa ba ngành lập pháp, hành pháp và tư pháp.
Trường hợp năm 1969 sắc lệnh thủ tướng cho thi hành thuế tiết kiệm nhưng Thượng viện Quốc hội phản đối. Tối cao Pháp viện phải lên tiếng khẳng định rằng chỉ có Quốc hội có quyền đánh thuế. Bộ Kinh tế sau đó phải chuyển các dự luật thuế sang Quốc hội để duyệt xét và thông qua.

### Vụ án Trần Ngọc Châu
Dân biểu Trần Ngọc Châu bị bắt vào Tháng Hai năm 1970 vì tội liên lạc với một phái viên cộng sản. Sau khi Tổng thống Nguyễn Văn Thiệu kêu gọi Hạ viện truất bỏ đặc quyền miễn tố của dân biểu Châu, Hạ viện chấp thuận và thông qua với 102/135 phiếu. Tòa án quân sự theo đó tuyên án Trần Ngọc Châu 20 năm tù. Thượng viện đệ đơn lên Tối cao Pháp viện để xét lại vụ án. Hội đồng Thẩm phán Tối cao Pháp viện sau đó kết luận rằng tòa án quân sự không có quyền tuyên án nhân vật dân sự mà chỉ có quyền trên giới quân nhân. Hơn nữa việc truất bỏ đặc quyền miễn tố của Hạ viện cũng không hợp pháp. Muốn truất bỏ quyền miễn tố, Hạ viện phải được tranh luận công khai chứ không được bỏ phiếu kín.
Tối cao Pháp viện đòi thả Trần Ngọc Châu nhưng Bộ Quốc phòng viện cớ an ninh quốc gia nên vẫn giam Châu đợi ngày tái xét.

## Nhân vật liên quan
- Trần Văn Linh: Thẩm phán, Chủ tịch Tối cao Pháp viện (1975)
- Nguyễn Văn Biện: Phó Chủ tịch Tối cao Pháp viện